# Kridee
Kridee bezeichnet ein sehr dünnes Spinnvlies aus Kunstfasern auf Polyamidbasis. Er wurde Ende der 1960er Jahre von Walter Kittelmann und Karl-August Reif in der DDR entwickelt und war als Ersatzstoff für Jutefasern gedacht. Später wurde die Herstellerlizenz nach Bonn verkauft.

## Name
Der Stoff wurde nach den beiden Entwicklern Walter Kittelmann und Karl-August Reif benannt. Im Volksmund wird behauptet der Name sei die Abkürzung für „Keine richtige Idee“ gewesen.

## Geschichte
Am Wissenschaftlich-Technischen Zentrum Technische Textilien (WTZ) in Dresden entwickelten Walter Kittelmann und Karl-August Reif 1968 Spinnvlies als Ersatzprodukt für Jute, da der Import aus dem Ausland für die DDR zu teuer war. Ursprünglich wurde er als Verpackungsstoff verwendet oder fand bei der Bauwegesicherung in der Wasser- und Grundbauwirtschaft Anwendung. Auf der Leipziger Messe wurde das Unternehmen Reifenhäuser aus Troisdorf bei Bonn auf die Stoffe aufmerksam. Sie kauften 1974 die Herstellungslizenz und lieferten im Gegenzug Anlagen zur Herstellung von Folienbändchen nach Sachsen.
Per Vertragsklausel seien die Ostdeutschen zehn Jahre lang am Gewinn beteiligt gewesen, den das Maschinenbauunternehmen durch den Verkauf von Spinnvlies-Anlagen erzielt. Doch die erste Konstruktion wurde 1985 marktreif. Weil der Informationsfluss und die Kommunikation zum Anlagenbau von der DDR aus untersagt worden war, musste das rheinländische Unternehmen die Technologie alleine weiterentwickeln.
2005 sponserte Reifenhäuser eine rund 5 Millionen Euro teure Anlage für das Sächsische Textilforschungsinstitut in Chemnitz.
Heute werden 75 Prozent aller Hygiene- und Medizinvliesstoffe weltweit auf Reicofil-Anlagen produziert. Ebenso wird der Stoff für die Herstellung von Hochwassersandsäcken verwendet.

## Verfahren
Vliesstoff besteht aus hauchzarten Kunststofffäden. Für das Elementarfadenvlies wurden in der DDR Polyamid und je nach Sorte 8 bis 25 % Polyacrylat zugesetzt. Statt Polyamid verwendete man bei Reifenhäuser Polypropylen und entwickelte das Verfahren weiter. Medizinvliesstoffe werden aus mehreren übereinandergelegten Vliesschichten zusammengesetzt, dem sogenannten Spinnvlies und dem aus noch viel dünneren Fasern gefertigten Meltblown-Vlies.